# Éric de Chassey
Éric de Chassey (Pittsburgh, 1º ottobre 1965) è un critico d'arte francese.
Professore d'arte contemporanea alla Université François-Rabelais di Tours, il 4 settembre 2009 è stato nominato dal presidente della Repubblica francese, Nicolas Sarkozy, direttore dell'Accademia di Francia a Roma. È succeduto a Frédéric Mitterrand

## Pubblicazioni
- La violence décorative: Matisse et les Etats-Unis, Nîmes, Ediciones Jacqueline Chambon, 1998.
- La peinture efficace, Une histoire de l'abstraction aux Etats-Unis, 1910-1960, Parigi, Ediciones Gallimard, 2001.
- Henri Matisse – Ellsworth Kelly – Dessins de plantes (in collaborazione con Rémi Labrusse), Parigi, Gallimard e Centre Pompidou, 2002.
- Henri Matisse-Ellsworth Kelly-Plant Drawings, New York, Gingko Press, 2002.
- París: capital de las artes, 1900-1968 con Sarah Wilson e la collaborazione del Museo Guggenheim Bilbao, e la Royal Academy of Arts di Gran Bretagna. Pubblicato da Museo Guggenheim, 2002(ISBN 84-95216-20-5, 9788495216205)
- Pascal Pinaud, Transpainting, Ginevra, Musée d'Art moderne et contemporain, 2003.
- The Gilbert and Catherine Brownstone Collection: Hydraulic Muscles Pneumatic Smiles, Palm Beach, Norton Museum, 2003.
- Eugène Leroy, Autoportrait, Parigi, Gallimard, 2004.
- Platitudes, Une histoire de la photographie plate, Parigi, Ediciones Gallimard, 2006.